# Crise laitière de 2015
Pour la crise de 2009, voir Crise laitière de 2009.
La crise laitière de 2015 est une période de forte baisse des prix du lait dans l'Union européenne après la fin des quotas laitiers de la politique agricole commune. Le revenu des éleveurs subit la même baisse, tandis que la production de lait en Europe augmente.

## Historique

### Contexte
L'idée des quotas laitiers était de produire moins pour ne plus avoir de surplus et ainsi de faire remonter les prix.
En 2014, le marché du lait est prospère et, bien que les quotas existent encore, la production augmente de six millions de tonnes pour atteindre 148 millions. La production est en augmentation continue, les agriculteurs souhaitant rester compétitifs face à la fin des quotas qui se prépare. Par ailleurs l’Organisation des Nations unies pour l'alimentation et l'agriculture prévoyant le doublement de la demande en lait d'ici à 2050, l'investissement dans le secteur ne parait pas risqué.
La fin des quotas laitiers était prévue depuis 2003 pour avril 2015, dans le but de libéraliser le secteur et de limiter les coûts de l'Union européenne pour la gestion de ces quotas.
L'échéance approchant, le risque de crise laitière est prédit par les organisations paysannes et les politiques, comme le député européen Marc Tarabella.

### Les impacts de la suppression des quotas laitiers
Le 20 janvier 2015 et les jours qui suivent, les agriculteurs manifestent pour montrer leur mécontentement alors que la précédente crise du secteur date seulement de 2009.
La fin de la régulation de la quantité de lait produite par les fermes a lieu le 1er avril 2015. Un objectif est de favoriser la compétitivité des producteurs laitiers européens, notamment pour répondre à une demande mondiale en augmentation, notamment de la part de l’Asie et de l’Afrique. Cela éviterait également aux principaux pays producteurs de continuer à payer des pénalités pour non-respect des quotas.
En conséquence, la production européenne s'est envolée et a entraîné une crise de surproduction. La production n’a pas augmenté de manière uniforme en Europe modifiant la répartition des parts de marché. L’organisation des producteurs de lait prévoit quelques mois plus tard que l’année sera pire que 2009.

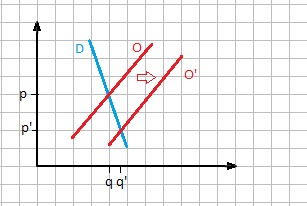
L’offre se déplace vers la droite car la production de lait augmente et la demande est inélastique.

Face à cette offre abondante, les prix du lait ont reculé de plus de 10 %, sur un marché qui était déjà suralimenté. D'autres facteurs ont engendré cette baisse des prix comme l'embargo russe, mais aussi la forte baisse au début de 2014 de la demande de la Chine (qui avait augmenté à partir de 2008 après l’affaire du lait frelaté) qui a affecté les cours mondiaux.
Une autre cause potentielle est le manque d’organisation des producteurs, jouant sur leurs possibilités de négoce face aux transformateurs et distributeurs. 

### Réponses apportées par les gouvernements et l’Union européenne
En France, le gouvernement applique un plan d'urgence, duquel se plaignent les éleveurs allemands.
Celui-ci a pour ambition de les inciter à réduire leur production pour, sur le long terme, faire remonter le prix du lait. L’Union Européenne va alors débloquer un demi milliard d’euros pour financer ce projet. Dans ces 500 millions d’euros, 150 millions sont destinés à récompenser individuellement les éleveurs qui acceptent de réduire leur production de lait : soit entre 11 et 14 centimes d’euros par litre de lait non produit.
Les autres 350 millions d’euros sont, eux, distribués aux États qui devront veiller à ce qu’ils ne servent pas à redynamiser la production mais au contraire à la réduire.
Le 14 mars 2016, la commission européenne, pour répondre à la crise, autorise le plafonnement de la production ainsi que le stockage du double de la quantité auparavant permise de poudre de lait et de beurre.

### La crise persiste
Durant l’année 2017, la surproduction continue en Europe (notamment en Irlande, mais aussi en France et en Allemagne), mais les prix à la consommation augmentent légèrement. Le 29 janvier 2018, le conseil des ministres européens décide tout de même de cesser le dispositif d’intervention sur les prix.
Les États généraux de l'alimentation tenus en France pendant le second semestre de 2017 ont abouti à la fixation du prix en fonction des couts de production, mais la mesure s’avère complexe à mettre en œuvre.
En 2022, la Chine, sortie de la crise de la Covid, augmente ses importations de lait ce qui fait augmenter significativement les prix. Cependant, dans un contexte de forte inflation, les bénéfices pour les éleveurs restent faibles, surtout en France où le lait est principalement transformé en produits laitiers sans bénéficier de l’augmentation mondiale des prix à l’export. Les revenus pour les paysans y restent trop faibles et ceux-ci se tournent parfois vers la production céréalière dont la guerre en Ukraine fait envoler les prix.

## Controverse sur la répartition de la valeur ajoutée
En mars 2018, le journal Basta ! dénonce l’enrichissement des propriétaires d’entreprises agroalimentaires dans le secteur du lait pendant que la crise du lait est subie par les producteurs. En effet, selon le journal, les éleveurs recevaient 43,3 % du prix de vente d’une bouteille de lait en 2014 contre 31 % en 2016. Dans le même temps, le patrimoine de la famille Fiévet, détentrice de 71 % des parts de l’entreprise Unibel, aurait vu son patrimoine augmenter de 86 %. Celui de la famille Besnier (détentrice de 51 % du capital de Lactalis) aurait augmenté de 38 %. Et celui de la famille Bongrain (détentrice du groupe Savencia à 67 %) aurait augmenté de 58 %.